# 阿涅塞·格里焦
阿涅塞·格里焦（義大利語：Agnese Grigio，1963年1月12日—），意大利女子田径运动员。她曾代表意大利参加1984年夏季残疾人奥林匹克运动会田径比赛，获得一枚银牌和一枚铜牌。

## 家庭
妹妹埃马努埃拉·格里焦。